# Geocalycaceae
Geocalycaceae là một họ rêu trong bộ Jungermanniales.